# Präsidierende Bischofschaft
Die Präsidierende Bischofschaft zählt zu den Führungsgremien der Kirche Jesu Christi der Heiligen der Letzten Tage. In Anweisungen der Kirche heißt es:
„Die Präsidierende Bischofschaft ist die Präsidentschaft des Aaronischen Priestertums der Kirche (siehe Lehre und Bündnisse 107:15). Unter der Leitung der Ersten Präsidentschaft verwaltet die Präsidierende Bischofschaft auch die zeitlichen Belange der Kirche (siehe Lehre und Bündnisse 107:68).“
Unter zeitlichen Belangen versteht man die finanzielle und materielle Basis. Die Präsidierende Bischofschaft ist somit für die Verwaltung der Spendengelder, besonders des Zehnten, der Gebäude, der Wohlfahrtseinrichtungen und Unternehmen der Kirche zuständig. In diesem Sinn gibt sie auch den örtlichen Gemeindeleitern (Bischöfen) Anweisungen zur Buchhaltung und Verwendung der finanziellen Mittel sowie zur Pflege und dem Unterhalt der Gebäude. In ihrer Aufgabe als Präsidentschaft des Aaronischen Priestertums wird sie von der Leitung der jungen Männer unterstützt.
Gemeinsam mit der Ersten Präsidentschaft und dem Kollegium der Zwölf Apostel bilden sie das Komitee für die Verwendung der Zehntengelder.
Zurzeit (2017) dient Gérald Caussé als Präsidierender Bischof.

## Chronologie der Präsidierenden Bischofschaft
In dieser Chronologie werden alle Präsidierenden Bischöfe und ihre Ratgeber dargestellt.
| 1  | 4. Februar 1831 – 27. Mai 1840     | Edward Partridge („Bischof“)                   |                 | Isaac Morley (6. Juni 1831 – 27. Mai 1840)                                                                | | John Corrill (6. Juni 1831 – 1. August 1837) Titus Billings (1. August 1837 – 27. Mai 1840)                                                                  | - Billings                 |         |         |         |
|    | 27. Mai 1840 – 7. Oktober 1844     | Niemand berufen                                | Niemand berufen | Niemand berufen                                                                                           | Niemand berufen                                                                                         | Niemand berufen | Niemand berufen            |         |         |         |
|    | 7. Oktober 1844 – 6. April 1847    | Newel K. Whitney („Erster Bischof der Kirche“) |                 | Reynolds Cahoon (1832–?) George Miller („Zweiter Bischof der Kirche“) (7. Oktober 1844 – Ende von 1846)   | Reynolds Cahoon (1832–?) George Miller („Zweiter Bischof der Kirche“) (7. Oktober 1844 – Ende von 1846) | |                            |         |         |         |
| 2  | 6. April 1847 – 23. September 1850 | Newel K. Whitney („Präsidierender Bischof“)    | Niemand         | Niemand                                                                                                   | Niemand                                                                                                 | Niemand | Niemand                    | Niemand | Niemand | Niemand |
| 3  | 7. April 1851 – 16. Oktober 1883   | Edward Hunter                                  |                 | Leonard W. Hardy (6. Oktober 1856 – 16. Oktober 1883)                                                     | | Jesse Carter Little (6. Oktober 1856 – Sommer 1874) Robert T. Burton (9. Oktober 1874 – 16. Oktober 1883)                                                    | - Little - Burton          |         |         |         |
| 4  | 6. April 1884 – 4. Dezember 1907   | William B. Preston                             |                 | Leonard W. Hardy (6. April 1884 – 31. Juli 1884) Robert T. Burton (5. Oktober 1884 – 11. November 1907)   | - Hardy - Burton                                                                                        | John Q. Cannon (5. Oktober 1884 – 5. September 1886) John R. Winder (8. April 1887 – 17. Oktober 1901) Orrin P. Miller (24. Oktober 1901 – 4. Dezember 1907) | - Cannon - Winder - Miller |         |         |         |
| 5  | 4. Dezember 1907 – 28. Mai 1925    | Charles W. Nibley                              |                 | Orrin P. Miller (4. Dezember 1907 – 7. Juli 1918) David A. Smith (18. Juli 1918 – 28. Mai 1925)           | - Miller - Smith                                                                                        | David A. Smith (4. Dezember 1907 – 7. Juli 1918) John Wells (18. Juli 1918 – 28. Mai 1925)                                                                   | - Smith - Wells            |         |         |         |
| 6  | 4. Juni 1925 – 6. April 1938       | Sylvester Q. Cannon                            |                 | David A. Smith                                                                                            | | John Wells |                            |         |         |         |
| 7  | 6. April 1938 – 6. April 1952      | LeGrand Richards                               |                 | Marvin O. Ashton (6. April 1938 – 7. Oktober 1946) Joseph L. Wirthlin (12. Dezember 1946 – 6. April 1952) | - Ashton - Wirthlin                                                                                     | Joseph L. Wirthlin (6. April 1938 – 7. Oktober 1946) Thorpe B. Isaacson (12. Dezember 1946 – 6. April 1952)                                                  | - Wirthlin - Isaacson      |         |         |         |
| 8  | 6. April 1952 – 30. September 1961 | Joseph L. Wirthlin                             |                 | Thorpe B. Isaacson                                                                                        | | Carl W. Buehner |                            |         |         |         |
| 9  | 30. September 1961 – 6. April 1972 | John H. Vandenberg                             |                 | Robert L. Simpson                                                                                         | | Victor L. Brown |                            |         |         |         |
| 10 | 6. April 1972 – 6. April 1985      | Victor L. Brown                                |                 | H. Burke Peterson                                                                                         | | Vaughn J Featherstone (6. April 1972 – 1. Oktober 1976) J. Richard Clarke (1. Oktober 1976 – 6. April 1985)                                                  |                            |         |         |         |
| 11 | 6. April 1985 – 2. April 1994      | Robert D. Hales                                |                 | Henry B. Eyring (6. April 1985 – 3. Oktober 1992) H. David Burton (3. Oktober 1992 – 2. April 1994)       | - Eyring                                                                                                | Glenn L. Pace (6. April 1985 – 3. Oktober 1992) Richard C. Edgley (3. Oktober 1992 – 2. April 1994)                                                          |                            |         |         |         |
| 12 | 2. April 1994 – 27. Dezember 1995  | Merrill J. Bateman                             |                 | H. David Burton                                                                                           | | Richard C. Edgley |                            |         |         |         |
| 13 | 27. Dezember 1995 – 31. März 2012  | H. David Burton                                |                 | Richard C. Edgley                                                                                         | | Keith B. McMullin |                            |         |         |         |
| 14 | 31. März 2012 – 9. Oktober 2015    | Gary E. Stevenson                              |                 | Gérald Caussé                                                                                             | | Dean M. Davies |                            |         |         |         |
| 15 | 9. Oktober 2015 –                  | Gérald Caussé                                  |                 | Dean M. Davies                                                                                            | | W. Christopher Waddell |                            |         |         |         |